# Oscar D'Léon

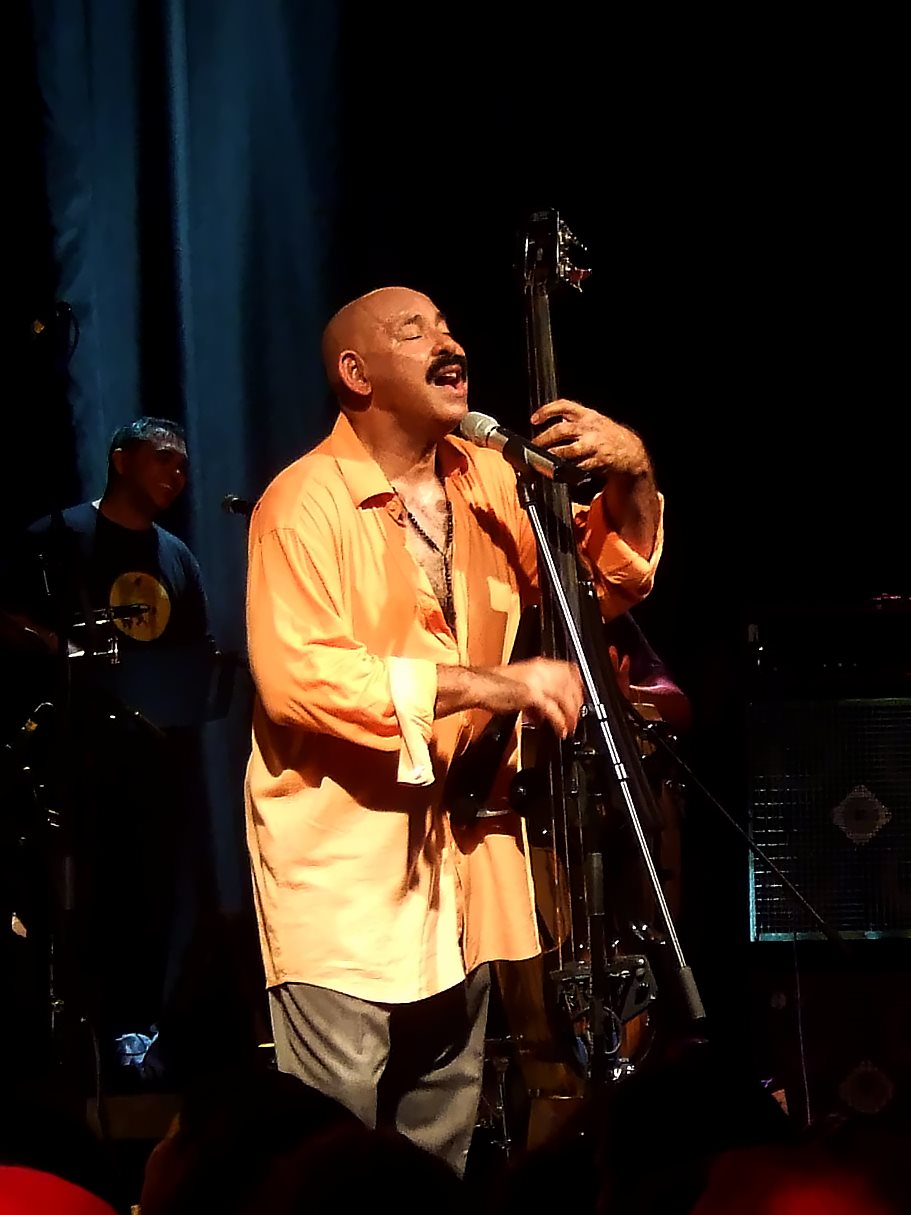
Oscar D'León bij een concert in Darmstadt, Duitsland in 2009

Oscar Emilio Léon Somoza (Caracas, 11 juli 1943), beter bekend als Oscar D'León, is een Venezolaans zanger en bassist. Hij zingt voornamelijk Spaanstalige salsa. Zijn bekendste nummer is Lloraras (Huilen zul je!, of Het zal je berouwen!) uit 1975.

## Geschiedenis

### Beginperiode
D'León is de zoon van Carmen Dionisia Somoza en Justo Léon. Hij leerde zichzelf contrabas spelen en formeerde bands als La Golden Star en Los Psicodélicos waarin hij al improviserende tevens de rol van zanger/entertainer op zich nam. In 1972 formeerde D'León met percussionist José Rodríguez en trombonisten César Monge en José Antonio Rojas de band La Dimensión Latina. Vier jaar later stapte hij op en begon hij achtereenvolgens La Salsa Mayor (1976) en La Critica (1978); deze bands hebben korte tijd naast elkaar bestaan en gaven D'León de mogelijkheid om zijn muzikale helden uit te nodigen voor gastrollen.

### Succes
Evenredig aan de salsa groeide in de jaren 80 ook de populariteit van D'León; vooral op Cuba trok zijn retro-stijl een breed publiek. In 1985 kwam hij voor het eerst naar Nederland. Na verloop van tijd besloot D'León voortaan zonder bas op te treden omdat deze volgens eigen zeggen telkens stuk werd geslagen door douaniers bij drugscontroles. Blijft zijn snor over als handelsmerk.

### Samenwerkingen
D'León was onder andere te gast bij de Japanse band Orquesta de la Luz en ging samen op tournee met Celia Cruz. In 2014 verleende hij een gastbijdrage aan het album Dejame Asi van de Nederlandse trompettiste Maite Hontelé.

## Privé
D'León zet zich in voor een stichting die Colombianen helpt die door paramilitaire regimes hun huis, land of werk zijn kwijtgeraakt. Hij is getrouwd en heeft zijn muzikale genen aan zijn kinderen doorgegeven. Voor het album El Rey De Los Soneros uit 1992 nam hij met zoon en medebandlid Yorman het duet Padre e hijo op. Zijn andere zoon Jimmy is eveneens zanger en bassist; zijn oudste dochter Irosca is pianiste en danseres, en ook zijn jongste dochter Adiaroz lijkt een carrière in de muziek na te streven.
- Biblioteca Nacional de España: XX897457
- Bibliothèque nationale de France: cb13986687s (data)
- Gemeinsame Normdatei: 134782534
- International Standard Name Identifier: 0000 0000 5948 758X
- Library of Congress Control Number: n93077590
- MusicBrainz: b6059fbd-b176-4585-bb58-ea2f34269500
- Nederlandse Thesaurus van Auteursnamen: 097181749
- Virtual International Authority File: 7149294363880522390